# دايشي هيراماتسو
دايشي هيراماتسو (باليابانية: 平松 大志) (3 يوليو 1983 في توتشيغي في اليابان – )؛ هو لاعب كرة قدم ياباني سابق كان يلعب كمدافع.

## وصلات خارجية
- دايشي هيراماتسو على موقع رابطة كرة القدم اليابانية للمحترفين (اليابانية)
- دايشي هيراماتسو على موقع قاعدة بيانات كرة القدم.إي يو (الإنجليزية)
- دايشي هيراماتسو على موقع Soccerway.com (الإنجليزية)
- دايشي هيراماتسو على موقع عالم كرة القدم.نت (الإنجليزية)
- دايشي هيراماتسو على موقع كووورة